# Dolichopus erroneus
Dolichopus erroneus är en tvåvingeart som beskrevs av Octave Parent 1926. Dolichopus erroneus ingår i släktet Dolichopus och familjen styltflugor. Inga underarter finns listade i Catalogue of Life.